# Station Sterpenich
Station Sterpenich was een spoorwegstation langs spoorlijn 162 (Namen - Aarlen - Luxemburg) in Sterpenich, een plaats van de Belgische stad Aarlen.

## Reizigerstellingen
De grafiek en tabel geven het gemiddeld aantal instappende reizigers weer op een week-, zater- en zondag.
| Tabel: aantal instappende reizigers station Sterpenich | Tabel: aantal instappende reizigers station Sterpenich | Tabel: aantal instappende reizigers station Sterpenich | Tabel: aantal instappende reizigers station Sterpenich |
|                                                        | Weekdag                                                | Zaterdag                                               | Zondag                                                 |
| ------------------------------------------------------ | ------------------------------------------------------ | ------------------------------------------------------ | ------------------------------------------------------ |
| 1977                                                   | 38                                                     | 15                                                     | 17                                                     |
| 1978                                                   | 39                                                     | 10                                                     | 5                                                      |
| 1979                                                   | 31                                                     | 12                                                     | 8                                                      |
| 1980                                                   | 47                                                     | 16                                                     | 14                                                     |
| 1981                                                   | 69                                                     | 24                                                     | 21                                                     |
| 1982                                                   | 53                                                     | 23                                                     | 10                                                     |
| 1983                                                   | 52                                                     | 14                                                     | 15                                                     |
| 1984                                                   | 15                                                     | -                                                      | -                                                      |
| 1985                                                   | 7                                                      | -                                                      | -                                                      |

0,0: Namen ·
2,1: Jambes-Oost ·
5,0: Dave-Saint-Martin ·
7,8: Naninne ·
10,9: Sart-Bernard ·
14,0: Courrière ·
16,7: Assesse ·
18,3: Florée ·
20,5: Natoye ·
26,4: Braibant ·
29,0: Ciney ·
32,0: Leignon ·
32,9: Chapois ·
39,1: Haversin ·
45,8: Hogne ·
48,9: Aye ·
51,2: Marloie ·
57,6: Rochefort-Jemelle ·
60,0: Forrières ·
62,8: Lesterny ·
65,9: Grupont ·
72,1: Mirwart ·
76,2: Poix-Saint-Hubert ·
80,0: Hatrival ·
89,7: Libramont ·
94,8: Verlaine ·
98,5: Neufchâteau ·
100,4: Hamipré ·
105,0: Cousteumont ·
107,1: Lavaux ·
111,1: Mellier ·
114,8: Marbehan ·
115,9: Rulles ·
118,5: Houdemont ·
121,6: Habay ·
125,8: Hachy ·
128,0: Fouches ·
132,7: Stockem ·
134,0: Viville ·
135,8: Aarlen ·
137,6: Weyler ·
140,3: Autelbas ·
142,6: Barnich ·
145,5: Sterpenich